# Hej, dogonię lato
Hej, dogonię lato – piosenka polskiego zespołu 2 plus 1 z albumu Nowy wspaniały świat (1972).

## Informacje ogólne
Piosenka „Hej, dogonię lato” została skomponowana przez lidera zespołu, Janusza Kruka, natomiast słowa napisał Wojciech Szperl, autor tekstów i dziennikarz. Stylistycznie utwór utrzymany jest w gatunku pop-folk. Pierwotnie wykonywany przez zespół już w 1971 roku, został wydany dopiero w roku 1972 na debiutanckiej płycie 2 plus 1 Nowy wspaniały świat. Stał się jednym z największych przebojów z tego albumu i jedną z najpopularniejszych piosenek w karierze zespołu.

## Pozycje na listach przebojów
| Lista                       | Pozycja |
| --------------------------- | ------- |
| Panorama                    | 23      |
| Lista Przebojów Studia Rytm | 1       |